# Valkenburg
Você também pode estar procurando: Valkenburg aan de Geul.
Valkenburg (população: 3.813 em 2004) é uma cidade na comuna de Katwijk no oeste dos Países Baixos, na província da Holanda do Sul. O filósofo Espinoza viveu na localidade por vários anos.